# 丘志充
丘志充（？—1632年），字美甫，號左臣，又號六區，山東青州府諸城縣人，明朝政治人物，進士出身。

## 生平
万历三十一年（1603年）癸卯科山東鄉試舉人，四十一年（1613年）癸丑科進士，授工部都水司主事，历官至工部郎中，四十七年（1619年）出知河南汝寧府，擢為河南副使，奢崇明寇蜀，據重慶，朝廷派兵征讨，以丘志充为总理監軍副使，督兵援渝州，稱文武才。以憂去職。天启三年（1623年）十一月起補湖廣副使，分守荆西，四年擢大參，分巡湖南，風紀肅然，每集守令勗之曰：承平久矣，有志者當思報國，諸君優游飭文治，竊為不取也。天啓五年升陞河南按察使，六年閏六月升山西右布政使、怀來道。天启七年（1627年），丘志充派人以車載饷银至京，託太医院吏目王家棟行贿，謀升京堂，被東廠得知，被逮下錦衣衛鎮撫司监狱。崇禎帝下旨監候處决，系狱六年，在崇禎五年（1632年）九月与同乡、同年进士廣寧巡撫王化貞同日被處死。

## 著作
著有《浩然亭集》、《渝州平寇》等。

## 家族
曾祖丘讓，以子丘橓贈太常寺少卿。祖父丘桴，恩貢。父丘雲嵻，萬曆庚子舉人、知縣。